# Asterias microdiscus
Asterias microdiscus är en sjöstjärneart som beskrevs av Alexander Michailovitsch Djakonov 1950. Asterias microdiscus ingår i släktet Asterias och familjen trollsjöstjärnor.
Artens utbredningsområde är Berings hav. Inga underarter finns listade i Catalogue of Life.